# Медаль «У пам'ять 300-річчя Санкт-Петербурга»
Медаль «У пам'ять 300-річчя Санкт-Петербурга» (рос. медаль «В память 300-летия Санкт-Петербурга») — державна нагорода Російської Федерації у 2003 — 2010 роках. З вересня 2010 року не входить до системи державних нагород Російської Федерації.

## Історія нагороди
- 19 лютого 2003 року указом Президента Російської Федерації В. В. Путіна «Про медаль „У пам'ять 300-річчя Санкт-Петербурга“»[1] на відзначення 300-річчя Санкт-Петербурга була заснована медаль «У пам'ять 300-річчя Санкт-Петербурга» та затверджені положення та опис медалі. Тим самим указом було постановлено нагородити медаллю громадян відповідно до положення та доручено адміністрації Санкт-Петербурга провести її вручення.
- Указом Президента Російської Федерації від 7 вересня 2010 року № 1099 «Про заходи щодо вдосконалення державної нагородної системи Російської Федерації»[2] було встановлено, що ювілейні медалі, у тому числі й медаль «У пам'ять 300-річчя Санкт-Петербурга», не входять до системи державних нагород Російської Федерації.

## Положення про медаль
Медаллю «У пам'ять 300-річчя Санкт-Петербурга» нагороджуються:
- учасники оборони м. Ленінграда, нагороджені медаллю «За оборону Ленінграда»;
- громадяни, нагороджені знаком «Жителю блокадного Ленінграда»;
- трудівники тилу, які працювали в період Великої Вітчизняної війни 1941 — 1945 років в м. Ленінграді і нагороджені державними нагородами;
- громадяни, нагороджені медаллю «В пам'ять 250-річчя Ленінграда»;
- громадяни, які зробили значний внесок у розвиток Санкт-Петербурга.

### Порядок носіння
Положенням передбачалося, що медаль «В пам'ять 300-річчя Санкт-Петербурга» носиться на лівій стороні грудей і розташовується після медалі «За заслуги в проведенні Всеросійського перепису населення».

## Опис медалі

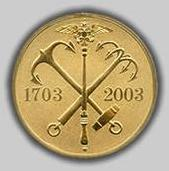
Реверс медалі

- Медаль «В пам'ять 300-річчя Санкт-Петербурга» — з латуні, має форму кола діаметром 32 мм.
- На лицьовій стороні медалі — профільне портретне зображення Петра Великого, увінчаного лавровим вінком. По колу медалі — напис: «В память 300-летия Санкт- Петербурга».
- На зворотному боці медалі, в центрі, — вертикально поставлений скіпетр, накладений на два перехрещені якорі — морський і річковий, по краях медалі — цифри «1703» і «2003».
- Усі зображення і цифри на медалі рельєфні.
- Медаль за допомогою вушка і кільця з'єднується з п'ятикутною колодкою, обтягнутою шовковою муаровою стрічкою. Ширина стрічки — 24 мм. Стрічка червоного кольору, з двома смугами білого кольору по краях, кожна — шириною 1 мм. Уздовж середньої лінії стрічки зображення стрічки медалі «За оборону Ленінграда» шириною 8 мм.